# ジョヴァンニ・ダ・カッシャ
ジョヴァンニ・ダ・カッシャ（Giovanni da Cascia, 活動時期：1340年頃 - 1350年頃）は、14世紀イタリア、トレチェント音楽の初期の音楽家。イタリアに初めて多声音楽をもたらした作曲家の一人。
ミラノの僭主ルキーノ・ヴィスコンティの宮廷に出入りし、マギステル・ピエーロやヤコポ・ダ・ボローニャとともに活動した。1350年頃、ヴェローナのスカラ家のマスティーノ2世の宮廷において、ヤコポ・ダ・ボローニャと音楽を競い合ったという記述が残されている。
ジョヴァンニ・ダ・フィレンツェ（Giovanni da Firenze）、ヨハンネス・デ・フロレンティア（ Johannes de Florentia）など幾つかの別称が知られていて、フィレンツェとの関連が深い事をうかがわせるが、出身は現在のイタリア中央部ウンブリア州の町カッシャ（Cascia）とする説が有力である。
18曲のマドリガーレ（この内2曲がカノン）、1曲のカッチャがスクアルチャルーピ写本（Squarcialupi Codex）、パンチャティーキ写本（Panciatichi 26）、ロッシ写本（Rossi 215）、レイナ写本（Reina Codex）等に残されている。
カッチャに関しては優れていたと評されていたらしいが、今日には「猟犬も沢山、鷹もいっぱい連れて」（Chon brachi assai e chon molti spaveri）1曲しか残されていない。その他に2声のマドリガーレ「美しき星」（La bella stella）は、多くの写本に残されていることから有名であったと思われる。